# Rescorla-Wagner-Modell
Das Rescorla-Wagner-Modell ist ein mathematisches Modell, das die klassische Konditionierung und einige ihrer wichtigsten Effekte vorhersagbar machen soll. Die Grundannahme des Modells besagt, dass ein Reiz nur als guter Prädiktor zum Vorhersagen von Effekten dienen kann, wenn er überraschend ist. Es wurde 1972 von Robert A. Rescorla und Allan R. Wagner vorgestellt und hat auch heute noch seinen festen Platz in der Lernpsychologie – wenngleich es seitdem abgeändert und erweitert wurde.

## Grundlagen
Bei der klassischen Konditionierung werden einem Organismus (Versuchsperson oder Versuchstier) wiederholt ein unkonditionierter Reiz (US) und ein konditionierter Reiz (CS) in meist kurzem zeitlichen Abstand nacheinander oder überschneidend dargeboten. Der Organismus, der zuvor nur auf den US eine Reaktion zeigte (unkonditionierte Reaktion, UR), zeigt nach einigen Wiederholungen eine ähnliche Reaktion (konditionierte Reaktion, CR) auch bei Darbietung des nun konditionierten Reizes alleine.
Bei der klassischen Konditionierung unterscheidet man Akquisitions- und Extinktionsdurchgänge:
- Akquisition (Erwerb). Ein unkonditionierter und konditionierter Reiz (CS/US) werden gemeinsam dargeboten. Die Wahrscheinlichkeit, mit der der Organismus auf den konditionierten Reiz eine konditionierte Reaktion zeigt, steigt mit jedem Durchgang – und zwar am Anfang sehr stark und später mit abnehmender Steigung hin zu einem asymptotischen Maximum.
- Extinktion (Löschung). Der konditionierte Reiz wird alleine dargeboten. Die Wahrscheinlichkeit, mit der der Organismus auf den konditionierten Reiz eine konditionierte Reaktion zeigt, sinkt mit jedem Durchgang, bis schließlich gar keine konditionierte Reaktion mehr auf den ursprünglich konditionierten Stimulus gezeigt wird.

## Die Bedeutung des Rescorla-Wagner-Modells
Vor dem Rescorla-Wagner-Modell wurde mehrfach vergeblich versucht, ein mathematisches Modell zu entwerfen, das die Wahrscheinlichkeit vorhersagt, mit der ein Organismus auf den konditionierten Reiz die konditionierte Reaktion zeigt. Alle konnten zwar die Grundform der klassischen Konditionierung erklären, scheiterten aber an der Erklärung der Konditionierung mit mehr als zwei Reizen oder der Vorhersage spezieller Effekte. Das Rescorla-Wagner-Modell war nicht nur das erste, das alle bis dahin bekannten Effekte mathematisch erklären konnte, es konnte auch neue Effekte vorhersagen.
Das Modell sagt nicht nur die gewöhnliche klassische Konditionierung mit einem oder mehreren konditionierten Reizen korrekt voraus, sondern macht insbesondere die folgenden Effekte vorhersagbar:
- Extinktion
- Blockierung
- konditionierte Hemmung

Problematisch für das Modell sind Phänomene wie latente Hemmung, konfigurale Hinweisreize (auch Konfigurationslernen), Spontanerholung und assoziativer Bias.

## Die Formel
Das Rescorla-Wagner-Modell gipfelt in der mathematischen Gleichung:
Dabei haben die einzelnen Variablen folgende Bedeutungen und Wertebereiche:
- A ist der konditionierte Reiz (CS), bzw. einer der konditionierten Reize, falls es mehrere gibt. A kann durch aussagekräftigere Wörter ersetzt werden; beispielsweise könnte man für eine spezielle Anwendung der Formel schreiben: {\displaystyle \Delta V_{Lichtreiz(n)}}.
- n ist die Anzahl der Konditionierungsdurchgänge. Somit kann n jede natürliche Zahl beliebiger Größe – inklusive der Null – sein.
- V ist die Assoziationsstärke, also die Stärke der assoziativen Verbindung zwischen einem konditionierten Reiz (CS) und dem unkonditionierten Reiz (US). V ist kein mathematisches Wahrscheinlichkeitsmaß, da V auch negative Werte annehmen kann. V bezeichnet deshalb lediglich die Assoziationsstärke zwischen zwei Reizen, nicht die Wahrscheinlichkeit mit der ein Reiz eine gegebene Reaktion auslöst.[1] Somit ist:
  - {\displaystyle V_{A}} die Assoziationsstärke des konditionierten Reiz A,
  - {\displaystyle \Delta V_{A}} die Veränderung der Assoziationsstärke des Stimulus A und
  - {\displaystyle \Delta V_{A(n+1)}} die Veränderung der Assoziationsstärke des Stimulus A zwischen dem n-ten und dem (n+1)-ten Durchgang.
- {\displaystyle \alpha _{A}} ist die Lernrate (konstant) des Stimulus A.
- {\displaystyle \beta _{US(n)}} ist die Lernrate (konstant) für den unkonditionierten Stimulus.
- {\displaystyle \lambda _{US(n)}} ist die maximal mögliche Assoziationstärke des US (sog. Asymptote)

Vereinfacht ausgedrückt hängt die Veränderung der Assoziationsstärke {\displaystyle \Delta V} ab von der Differenz zwischen maximal möglicher Assoziationsstärke {\displaystyle \lambda } und aktueller Assoziationsstärke {\displaystyle V} :
So lässt sich z. B. beobachten, dass anfangs, wenn diese Differenz noch groß ist, große Lernfortschritte gemacht werden, während später, wenn die Leistung schon nahe an der Perfektion ist, nur noch kleine Lernfortschritte gemacht werden.